# Gonodonta agora
Gonodonta agora är en fjärilsart som beskrevs av Druce. Gonodonta agora ingår i släktet Gonodonta och familjen nattflyn. Inga underarter finns listade i Catalogue of Life.